# Olympische Winterspiele 2018/Teilnehmer (Kanada)
| Gelbes Symbol für Goldmedaillen mit stilisierten Olympischen Ringen | Graues Symbol für Silbermedaillen mit stilisierten Olympischen Ringen | Braundes Symbol für Bronzemedaillen mit stilisierten Olympischen Ringen |
| ------------------------------------------------------------------- | --------------------------------------------------------------------- | ----------------------------------------------------------------------- |
| 11                                                                  | 8                                                                     | 10                                                                      |

Kanada nahm an den Olympischen Winterspielen 2018 in Pyeongchang mit 225 Athleten in 14 Sportarten teil, davon 122 Männer und 103 Frauen. Fahnenträger bei der Eröffnungsfeier war das Eistanzpaar Tessa Virtue und Scott Moir, welches sowohl im Eistanz als auch im Team-Wettbewerb Olympiasieger in Pyeongchang wurde. Bei der Abschlussfeier trug die Shorttrackerin Kim Boutin die Fahne, welche bei den Spielen einmal Silber und zweimal Bronze gewann.
Mit elf Gold-, acht Silber- und zehn Bronzemedaillen war Kanada die dritterfolgreichste Nation bei den Spielen hinter Norwegen und Deutschland. Die meisten Medaillen gewannen kanadische Athleten beim Freestyle-Skiing: sieben der insgesamt 29 Medaillen wurden in dieser Disziplin gewonnen, davon vier Goldmedaillen.

## Medaillen

### Medaillenspiegel
| Rang   | Sportart         | G  | S  | B  | Gesamt |
| ------ | ---------------- | -- | -- | -- | ------ |
| 1      | Freestyle-Skiing | 04 | 02 | 01 | 07     |
| 2      | Eiskunstlauf     | 02 | —  | 02 | 04     |
| 3      | Snowboard        | 01 | 02 | 01 | 04     |
| 4      | Shorttrack       | 01 | 01 | 03 | 05     |
| 5      | Eisschnelllauf   | 01 | 01 | —  | 02     |
| 6      | Bob              | 01 | —  | 01 | 02     |
| 7      | Curling          | 01 | —  | —  | 01     |
| 8      | Eishockey        | —  | 01 | 01 | 02     |
| 8      | Rennrodeln       | —  | 01 | 01 | 02     |
| Gesamt | Gesamt           | 11 | 08 | 10 | 29     |

### Medaillengewinner
| Sportler | Sportart         | Wettkampf      |
| Gold | Gold             | Gold           |
| --- | ---------------- | -------------- |
| Justin Kripps Alexander Kopacz | Bobsport         | Zweierbob      |
| Kaitlyn Lawes John Morris | Curling          | Mixed Doubles  |
| Tessa Virtue Scott Moir | Eiskunstlauf     | Eistanz        |
| Patrick Chan Kaetlyn Osmond Gabrielle Daleman Meagan Duhamel Eric Radford Tessa Virtue Scott Moir | Eiskunstlauf     | Teamwettbewerb |
| Ted-Jan Bloemen | Eisschnelllauf   | 10.000 m       |
| Mikaël Kingsbury | Freestyle-Skiing | Buckelpiste    |
| Cassie Sharpe | Freestyle-Skiing | Halfpipe       |
| Kelsey Serwa | Freestyle-Skiing | Skicross       |
| Brady Leman | Freestyle-Skiing | Skicross       |
| Samuel Girard | Shorttrack       | 1000 m         |
| Sébastien Toutant | Snowboard        | Big Air        |
| Silber |                  |                |
| Meghan Agosta Bailey Bram Emily Clark Mélodie Daoust Ann-Renée Desbiens Renata Fast Laura Fortino Haley Irwin Brianne Jenner Rebecca Johnston Geneviève Lacasse Brigette Lacquette Jocelyne Larocque Meaghan Mikkelson Sarah Nurse Marie-Philip Poulin Lauriane Rougeau Jillian Saulnier Natalie Spooner Laura Stacey Shannon Szabados Blayre Turnbull Jennifer Wakefield | Eishockey        | Frauenturnier  |
| Ted-Jan Bloemen | Eisschnelllauf   | 5000 m         |
| Justine Dufour-Lapointe | Freestyle-Skiing | Buckelpiste    |
| Alex Beaulieu-Marchand | Freestyle-Skiing | Slopestyle     |
| Brittany Phelan | Freestyle-Skiing | Skicross       |
| Alex Gough Samuel Edney Tristan Walker Justin Snith | Rennrodeln       | Teamstaffel    |
| Kim Boutin | Shorttrack       | 1000 m         |
| Laurie Blouin | Snowboard        | Slopestyle     |
| Maxence Parrot | Snowboard        | Slopestyle     |
| Bronze |                  |                |
| Kaillie Humphries Phylicia George | Bobsport         | Zweierbob      |
| René Bourque Gilbert Brulé Andrew Ebbett Stefan Elliott Chay Genoway Cody Goloubef Marc-André Gragnani Quinton Howden Chris Kelly Rob Klinkhammer Brandon Kozun Maxim Lapierre Chris Lee Maxim Noreau Eric O’Dell Justin Peters Kevin Poulin Mason Raymond Mat Robinson Derek Roy Ben Scrivens Karl Stollery Christian Thomas Linden Vey Wojtek Wolski                    | Eishockey        | Männerturnier  |
| Kaetlyn Osmond | Eiskunstlauf     | Einzel         |
| Meagan Duhamel Eric Radford | Eiskunstlauf     | Paarlauf       |
| Alex Gough | Rennrodeln       | Einsitzer      |
| Kim Boutin | Shorttrack       | 500 m          |
| Kim Boutin | Shorttrack       | 1500 m         |
| Samuel Girard Charles Hamelin Charle Cournoyer Pascal Dion | Shorttrack       | Staffel        |
| Mark McMorris | Snowboard        | Slopestyle     |

## Teilnehmer nach Sportarten

### Biathlon
Verantwortlicher Cheftrainer (National Team Head Coach) war Matthias Ahrens, Roddy Ward war verantwortlich für die Frauen (National Team Women’s Coach/High-Performance Director).
Die einzigen Medaillen für Kanada gewann im Biathlon bislang Myriam Bédard mit einer Bronzemedaille 1992 in Albertville sowie Doppelgold 1994 in Lillehammer. Die im Schnitt besten Resultate erzielte das kanadische Team 2014 in Sotschi.
| Athleten                                                | Wettbewerbe                   | Zeit        | Fehler         | Rang |
| ------------------------------------------------------- | ----------------------------- | ----------- | -------------- | ---- |
| Frauen                                                  |                               |             |                |      |
| Sarah Beaudry                                           | 15 km Einzel                  | 45:05,6 min | 1 (0+1+0+0)    | 29   |
| Rosanna Crawford                                        | 7,5 km Sprint                 | 23:29,2 min | 3 (1+2)        | 53   |
| Rosanna Crawford                                        | 10 km Verfolgung              | 33:03,0 min | 2 (0+0+1+1)    | 19   |
| Rosanna Crawford                                        | 15 km Einzel                  | 44:55,9 min | 2 (2+0+0+0)    | 26   |
| Emma Lunder                                             | 7,5 km Sprint                 | 23:30,4 min | 2 (0+2)        | 54   |
| Emma Lunder                                             | 10 km Verfolgung              | 36:52,1 min | 4 (0+1+1+2)    | 53   |
| Emma Lunder                                             | 15 km Einzel                  | 46:56,6 min | 3 (0+1+1+1)    | 54   |
| Julia Ransom                                            | 7,5 km Sprint                 | 23:15,0 min | 1 (0+1)        | 40   |
| Julia Ransom                                            | 10 km Verfolgung              | 33:38,3 min | 1 (0+0+0+1)    | 28   |
| Julia Ransom                                            | 15 km Einzel                  | 49:38,9 min | 5 (1+1+2+1)    | 74   |
| Megan Tandy                                             | 7,5 km Sprint                 | 23:42,8 min | 2 (1+1)        | 57   |
| Megan Tandy                                             | 10 km Verfolgung              | DNS         | DNS            | DNS  |
| Sarah Beaudry Julia Ransom Emma Lunder Rosanna Crawford | 4 × 6 km Staffel              | 1:13:36,8 h | 1+11 (1+4 0+7) | 10   |
| Männer                                                  |                               |             |                |      |
| Christian Gow                                           | 10 km Sprint                  | 25:53,5 min | 3 (2+1)        | 62   |
| Christian Gow                                           | 20 km Einzel                  | 51:01,0 min | 2 (1+0+0+1)    | 26   |
| Scott Gow                                               | 10 km Sprint                  | 25:52,8 min | 4 (4+0)        | 61   |
| Scott Gow                                               | 20 km Einzel                  | 50:06,3 min | 1 (0+0+0+1)    | 14   |
| Brendan Green                                           | 10 km Sprint                  | 26:48,0 min | 3 (0+3)        | 82   |
| Brendan Green                                           | 20 km Einzel                  | 50:30,4 min | 1 (0+0+0+1)    | 22   |
| Nathan Smith                                            | 10 km Sprint                  | 25:22,3 min | 1 (1+0)        | 44   |
| Nathan Smith                                            | 12,5 km Verfolgung            | 38:58,2 min | 4 (0+0+1+3)    | 54   |
| Nathan Smith                                            | 20 km Einzel                  | 56:15,7 min | 5 (0+1+4+0)    | 81   |
| Christian Gow Scott Gow Macx Davies Brendan Green       | 4 × 7,5 km Staffel            | 1:20:56,8 h | 1+11 (0+4 1+7) | 11   |
| Mixed                                                   |                               |             |                |      |
| Rosanna Crawford Julia Ransom Scott Gow Christian Gow   | 2 × 6 km + 2 × 7,5 km Staffel | 1:11:11,0 h | 0+9 (0+2 0+7)  | 12   |

### Bob
| Athleten                                                       | Wettbewerb | Lauf 1  | Lauf 1 | Lauf 2  | Lauf 2 | Lauf 3  | Lauf 3 | Lauf 4  | Lauf 4 | Gesamt      | Gesamt |
| Athleten                                                       | Wettbewerb | Zeit    | Rang   | Zeit    | Rang   | Zeit    | Rang   | Zeit    | Rang   | Zeit        | Rang   |
| -------------------------------------------------------------- | ---------- | ------- | ------ | ------- | ------ | ------- | ------ | ------- | ------ | ----------- | ------ |
| Frauen                                                         |            |         |        |         |        |         |        |         |        |             |        |
| Christine de Bruin Melissa Lotholz                             | Zweierbob  | 50,94 s | 9      | 50,91 s | 4      | 50,75 s | 6      | 51,29 s | 12     | 3:23,89 min | 7      |
| Kaillie Humphries Phylicia George                              | Zweierbob  | 50,72 s | 5      | 50,88 s | 3      | 50,52 s | 3      | 50,77 s | 4      | 3:22,89 min | Bronze |
| Alysia Rissling Heather Moyse                                  | Zweierbob  | 50,81 s | 7      | 50,95 s | 7      | 50,83 s | 7      | 51,04 s | 6      | 3:23,63 min | 6      |
| Männer                                                         |            |         |        |         |        |         |        |         |        |             |        |
| Justin Kripps Alexander Kopacz                                 | Zweierbob  | 49,10 s | 2      | 49,39 s | 3      | 49,09 s | 3      | 49,28 s | 3      | 3:16,86 min | Gold   |
| Nick Poloniato Jesse Lumsden                                   | Zweierbob  | 49,48 s | 10     | 49,48 s | 7      | 49,33 s | 9      | 49,45 s | 6      | 3:17,74 min | 7      |
| Chris Spring Lascelles Brown                                   | Zweierbob  | 49,38 s | 8      | 49,58 s | 13     | 49,56 s | 13     | 49,72 s | 15     | 3:18,24 min | 10     |
| Justin Kripps Jesse Lumsden Alexander Kopacz Oluseyi Smith     | Viererbob  | 48,85 s | 5      | 49,28 s | 9      | 48,95 s | 6      | 49,61 s | 8      | 3:16,69 min | 6      |
| Nick Poloniato Cam Stones Joshua Kirkpatrick Benjamin Coakwell | Viererbob  | 49,40 s | 17     | 49,23 s | 6      | 49,51 s | 14     | 49,67 s | 11     | 3:17,81 min | 12     |
| Chris Spring Lascelles Brown Bryan Barnett Neville Wright      | Viererbob  | 49,06 s | 9      | 49,58 s | 17     | 49,46 s | 12     | 49,86 s | 19     | 3:17,96 min | 16     |

### Curling
Mit ihren Olympiasieg schrieben Kaitlyn Lawes und John Morris olympische Geschichte und verewigten sich als erste Olympiasieger im Mixed-Doubles-Wettbewerb. Für die beiden war es jeweils der zweite Olympiasieg. Während John Morris bei den Olympischen Winterspielen 2010 im Männerwettbewerb Gold gewann, gewann Kaitlyn Lawes bei den Olympischen Winterspielen 2014 im Frauen-Wettbewerb die Goldmedaille. Sowohl im Frauen- als auch im Männerwettbewerb verpassten die Mannschaften die erfolgreiche Titelverteidigung und blieben darüber hinaus sogar ohne Medaille.
| Wettbewerb      | Frauen | Männer | Mixed-Doubles |
| --------------- | --- | --- | --- |
| Athleten        | Lisa Weagle Joanne Courtney Emma Miskew Rachel Homan Cheryl Bernard                                                                                     | Ben Hebert Brent Laing Marc Kennedy Kevin Koe Scott Pfeifer                                                                     | Kaitlyn Lawes John Morris                                                                                                 |
| Vorrunde        | Südkorea 6:8 Schweden 6:7 Dänemark 8:9 Vereinigte Staaten 11:3 Schweiz 10:8 Japan 8:3 China 5:7 Großbritannien 5:6 Olympische Athleten aus Russland 9:8 | Italien 5:3 Großbritannien 6:4 Norwegen 7:4 Südkorea 7:6 Schweden 2:5 Schweiz 6:8 Vereinigte Staaten 7:9 Japan 8:4 Dänemark 8:3 | Norwegen 6:9 Vereinigte Staaten 6:4 China 10:4 Finnland 8:2 Schweiz 7:2 Olympische Athleten aus Russland 8:2 Südkorea 7:3 |
| Halbfinale      | ausgeschieden | Vereinigte Staaten 3:5 | Norwegen 8:4 |
| Finale          | ausgeschieden | ausgeschieden | Schweiz 10:3 |
| Spiel um Bronze | ausgeschieden | Schweiz 5:7 | − |
| Platzierung     | 6. Platz | 4. Platz | Gold |

### Eishockey
Sowohl die Männer- als auch die Frauennationalmannschaft konnten sich aufgrund ihrer Position in der IIHF-Weltrangliste für das olympische Turnier qualifizieren.
Die vorläufigen Aufgebote wurden für die Männer am 11. Januar 2018 und für die Frauen am 22. Dezember 2017 bekannt gegeben.
| Wettbewerb       | Frauen | Männer |
| ---------------- | --- | --- |
| Athleten         | Meghan Agosta Bailey Bram Emily Clark Mélodie Daoust Ann-Renée Desbiens Renata Fast Laura Fortino Haley Irwin Brianne Jenner Rebecca Johnston Geneviève Lacasse Brigette Lacquette Jocelyne Larocque Meaghan Mikkelson Sarah Nurse Marie-Philip Poulin Lauriane Rougeau Jillian Saulnier Natalie Spooner Laura Stacey Shannon Szabados Blayre Turnbull Jennifer Wakefield | René Bourque Gilbert Brulé Andrew Ebbett Stefan Elliott Chay Genoway Cody Goloubef Marc-André Gragnani Quinton Howden Chris Kelly Rob Klinkhammer Brandon Kozun Maxim Lapierre Chris Lee Maxim Noreau Eric O’Dell Justin Peters Kevin Poulin Mason Raymond Mat Robinson Derek Roy Ben Scrivens Karl Stollery Christian Thomas Linden Vey Wojtek Wolski |
| Vorrunde         | Olympische Athleten aus Russland 5:0 (0:0, 3:0, 2:0) Finnland 4:1 (2:0, 2:0, 0:1) USA 2:1 (0:0, 2:0, 0:1) | Schweiz 5:1 (2:0, 2:0, 1:1) Tschechien 2:3 n. P. (2:1, 0:1, 0:0, 0:0, 0:1) Südkorea 4:0 (1:0, 1:0, 2:0) |
| Viertelfinale    | – | Finnland 1:0 (0:0, 0:0, 1:0) |
| Halbfinale       | Olympische Athleten aus Russland 5:0 (1:0, 1:0, 3:0) | Deutschland 3:4 (0:1, 1:3, 2:0) |
| Spiel um Platz 3 | – | Tschechien 6:4 (3:1, 0:0, 3:3) |
| Finale           | USA 2:3 n. P. (0:1, 2:0, 0:1, 0:0, 0:1) | – |
| Platzierung      | Silber | Bronze |

### Eiskunstlauf
| Athleten                                                                                              | Wettbewerbe | Kurzprogramm/-tanz | Kurzprogramm/-tanz | Kür/Kürtanz        | Kür/Kürtanz        | Gesamt      | Gesamt |
| Athleten                                                                                              | Wettbewerbe | Punkte             | Rang               | Punkte             | Rang               | Punkte      | Rang   |
| --- | ----------- | ------------------ | ------------------ | ------------------ | ------------------ | ----------- | ------ |
| Frauen                                                                                                |             |                    |                    |                    |                    |             |        |
| Larkyn Austman                                                                                        | Einzel      | 51,42              | 25                 | Kür nicht erreicht | Kür nicht erreicht | 51,42       | 25     |
| Gabrielle Daleman                                                                                     | Einzel      | 68,90              | 7                  | 103,56             | 19                 | 172,46      | 15     |
| Kaetlyn Osmond                                                                                        | Einzel      | 78,87              | 3                  | 152,15             | 3                  | 231,02      | Bronze |
| Männer                                                                                                |             |                    |                    |                    |                    |             |        |
| Patrick Chan                                                                                          | Einzel      | 90,01              | 6                  | 173,42             | 8                  | 263,43      | 9      |
| Keegan Messing                                                                                        | Einzel      | 85,11              | 10                 | 170,32             | 12                 | 255,43      | 12     |
| Mixed                                                                                                 |             |                    |                    |                    |                    |             |        |
| Piper Gilles Paul Poirier                                                                             | Eistanz     | 69,60              | 9                  | 107,31             | 8                  | 176,91      | 8      |
| Tessa Virtue Scott Moir                                                                               | Eistanz     | 83,67              | 1                  | 122,40             | 2                  | 206,07 (WR) | Gold   |
| Kaitlyn Weaver Andrew Poje                                                                            | Eistanz     | 74,33              | 8                  | 107,65             | 7                  | 181,98      | 7      |
| Meagan Duhamel Eric Radford                                                                           | Paarlauf    | 76,82              | 3                  | 158,31             | 2                  | 230,15      | Bronze |
| Kirsten Moore-Towers Michael Marinaro                                                                 | Paarlauf    | 67,52              | 12                 | 136,50             | 8                  | 204,02      | 9      |
| Julianne Seguin Charlie Bilodeau                                                                      | Paarlauf    | 65,68              | 13                 | 132,43             | 9                  | 198,11      | 11     |
| Patrick Chan Kaetlyn Osmond Gabrielle Daleman Meagan Duhamel & Eric Radford Tessa Virtue & Scott Moir | Mannschaft  | 35                 | 1                  | 38                 | 1                  | 73          | Gold   |

### Eisschnelllauf
| Frauen                |          |              |        |
| Marsha Hudey          | 500 m    | 37,88 s      | 10     |
| Heather McLean        | 500 m    | 38,29 s      | 14     |
| Heather McLean        | 1000 m   | 1:17,25 min  | 25     |
| Kaylin Irvine         | 1000 m   | 1:16,90 min  | 23     |
| Kali Christ           | 1500 m   | 1:59,42 min  | 19     |
| Josie Morrison        | 1500 m   | 1:59,77 min  | 21     |
| Brianne Tutt          | 1500 m   | 1:58,77 min  | 15     |
| Brianne Tutt          | 3000 m   | 4:13,70 min  | 20     |
| Ivanie Blondin        | 3000 m   | 4:04,14 min  | 6      |
| Ivanie Blondin        | 5000 m   | 6:59,38 min  | 5      |
| Isabelle Weidemann    | 3000 m   | 4:04,26 min  | 7      |
| Isabelle Weidemann    | 5000 m   | 6:59,88 min  | 6      |
| Männer                |          |              |        |
| Laurent Dubreuil      | 500 m    | 35,16 s      | 18     |
| Laurent Dubreuil      | 1000 m   | 1:10,03 min  | 25     |
| Alex Boisvert-Lacroix | 500 m    | 34,934 s     | 11     |
| Gilmore Junio         | 500 m    | 35,158 s     | 17     |
| Vincent De Haître     | 1000 m   | 1:09,79 min  | 19     |
| Vincent De Haître     | 1500 m   | 1:47,32 min  | 21     |
| Alexandre St-Jean     | 1000 m   | 1:09,24 min  | 11     |
| Benjamin Donnelly     | 1500 m   | 1:49,68 min  | 31     |
| Denny Morrison        | 1500 m   | 1:46,36 min  | 13     |
| Ted-Jan Bloemen       | 5000 m   | 6:11,616 min | Silber |
| Ted-Jan Bloemen       | 10.000 m | 12:39,77 min | Gold   |
| Jordan Belchos        | 10.000 m | 12:59,51 min | 5      |

| Athleten       | Wettbewerbe | Halbfinale | Halbfinale | Finale        | Finale        | Rang |
| Athleten       | Wettbewerbe | Punkte     | Rang       | Punkte        | Rang          | Rang |
| -------------- | ----------- | ---------- | ---------- | ------------- | ------------- | ---- |
| Frauen         |             |            |            |               |               |      |
| Ivanie Blondin | Massenstart | 1          | 10         | ausgeschieden | ausgeschieden | 18   |
| Keri Morrison  | Massenstart | 21         | 3          | 0             | 12            | 12   |
| Männer         |             |            |            |               |               |      |
| Olivier Jean   | Massenstart | 4          | 7          | 0             | 14            | 14   |

| Athleten                                                       | Wettbewerbe    | Viertelfinale | Viertelfinale | Halbfinale    | Halbfinale    | Finale             | Finale                | Rang |
| Athleten                                                       | Wettbewerbe    | Gegner        | Zeit          | Gegner        | Zeit          | Gegner             | Zeit                  | Rang |
| -------------------------------------------------------------- | -------------- | ------------- | ------------- | ------------- | ------------- | ------------------ | --------------------- | ---- |
| Frauen                                                         |                |               |               |               |               |                    |                       |      |
| Ivanie Blondin Keri Morrison Josie Morrison Isabelle Weidemann | Teamverfolgung | Deutschland   | 2:59,02 min   | Japan         | 3:01,84 min   | Vereinigte Staaten | Finale B: 2:59,72 min | 4    |
| Männer                                                         |                |               |               |               |               |                    |                       |      |
| Jordan Belchos Ted-Jan Bloemen Denny Morrison                  | Teamverfolgung | Japan         | 3:41,73 min   | ausgeschieden | ausgeschieden | Vereinigte Staaten | Finale D: 3:42,16 min | 7    |

### Freestyle-Skiing
| Athleten                | Wettbewerbe | Qualifikation | Qualifikation | Finale        | Finale        | Rang   |
| Athleten                | Wettbewerbe | Punkte        | Rang          | Punkte        | Rang          | Rang   |
| ----------------------- | ----------- | ------------- | ------------- | ------------- | ------------- | ------ |
| Frauen                  |             |               |               |               |               |        |
| Catrine Lavallee        | Aerials     | 71,34         | 13            | ausgeschieden | ausgeschieden | 19     |
| Chloé Dufour-Lapointe   | Buckelpiste | 68,48         | 8             | 70,98         | 17            | 17     |
| Justine Dufour-Lapointe | Buckelpiste | 77,66         | 4             | 78,56         | 2             | Silber |
| Andi Naude              | Buckelpiste | 79,60         | 2             | DNF           | 6             | 6      |
| Audrey Robichaud        | Buckelpiste | 72,48         | 10            | 74,89         | 9             | 9      |
| Rosalind Groenewoud     | Halfpipe    | 73,20         | 11            | 70,60         | 10            | 10     |
| Cassie Sharpe           | Halfpipe    | 93,40         | 1             | 95,80         | 1             | Gold   |
| Dara Howell             | Slopestyle  | 32,00         | 21            | ausgeschieden | ausgeschieden | 21     |
| Kim Lamarre             | Slopestyle  | 23,60         | 22            | ausgeschieden | ausgeschieden | 22     |
| Yuki Tsubota            | Slopestyle  | 78,20         | 9             | 74,40         | 6             | 6      |
| Männer                  |             |               |               |               |               |        |
| Lewis Irving            | Aerials     | 87,17         | 18            | ausgeschieden | ausgeschieden | 24     |
| Olivier Rochon          | Aerials     | 124,34        | 6             | 98,11         | 5             | 5      |
| Marc-Antoine Gagnon     | Buckelpiste | 75,88         | 5             | 77,02         | 4             | 4      |
| Mikaël Kingsbury        | Buckelpiste | 86,07         | 1             | 86,63         | 1             | Gold   |
| Philippe Marquis        | Buckelpiste | 77,77         | 8             | DNF           | 20            | 20     |
| Noah Bowman             | Halfpipe    | 77,20         | 9             | 89,40         | 5             | 5      |
| Simon d’Artois          | Halfpipe    | 66,60         | 13            | ausgeschieden | ausgeschieden | 13     |
| Mike Riddle             | Halfpipe    | 82,20         | 7             | 85,40         | 6             | 6      |
| Alex Beaulieu-Marchand  | Slopestyle  | 94,20         | 3             | 92,40         | 3             | Bronze |
| Alex Bellemare          | Slopestyle  | 64,20         | 22            | ausgeschieden | ausgeschieden | 22     |
| Teal Harle              | Slopestyle  | 91,20         | 6             | 90,00         | 5             | 5      |
| Evan McEachran          | Slopestyle  | 87,80         | 11            | 89,40         | 6             | 6      |

| Athleten              | Wettbewerbe | Achtelfinale | Viertelfinale | Halbfinale    | Finale A/B    | Rang   |
| Athleten              | Wettbewerbe | Rang         | Rang          | Rang          | Rang          | Rang   |
| --------------------- | ----------- | ------------ | ------------- | ------------- | ------------- | ------ |
| Frauen                |             |              |               |               |               |        |
| Brittany Phelan       | Skicross    | 1            | 1             | 1             | 2             | Silber |
| Kelsey Serwa          | Skicross    | 1            | 1             | 2             | 1             | Gold   |
| India Sherret         | Skicross    | DNF          | ausgeschieden | ausgeschieden | ausgeschieden | 18     |
| Marielle Thompson     | Skicross    | 3            | ausgeschieden | ausgeschieden | ausgeschieden | 17     |
| Männer                |             |              |               |               |               |        |
| Christopher Del Bosco | Skicross    | DNF          | ausgeschieden | ausgeschieden | ausgeschieden | 31     |
| Kevin Drury           | Skicross    | 1            | 1             | 1             | DNF           | 4      |
| David Duncan          | Skicross    | 1            | 2             | 4             | 4             | 8      |
| Brady Leman           | Skicross    | 2            | 1             | 1             | 1             | Gold   |

### Rennrodeln
Die Nominierung der kanadischen Rennrodler wurde am 2. Dezember 2017 vom Canadian Olympic Committee und der Canadian Luge Association bekannt gegeben.
| Athlet                                              | Wettbewerb   | Lauf 1       | Lauf 1 | Lauf 2   | Lauf 2 | Lauf 3   | Lauf 3 | Lauf 4   | Lauf 4 | Gesamt       | Gesamt |
| Athlet                                              | Wettbewerb   | Zeit         | Rang   | Zeit     | Rang   | Zeit     | Rang   | Zeit     | Rang   | Zeit         | Rang   |
| --------------------------------------------------- | ------------ | ------------ | ------ | -------- | ------ | -------- | ------ | -------- | ------ | ------------ | ------ |
| Frauen                                              |              |              |        |          |        |          |        |          |        |              |        |
| Brooke Apshkrum                                     | Einsitzer    | 46,834 s     | 16     | 46,839 s | 18     | 46,905 s | 14     | 46,983 s | 15     | 3:07,561 min | 13     |
| Alex Gough                                          | Einsitzer    | 46,317 s     | 2      | 46,328 s | 4      | 46,425 s | 3      | 46,574 s | 3      | 3:05,644 min | Bronze |
| Kimberley McRae                                     | Einsitzer    | 46,339 s     | 4      | 46,449 s | 8      | 46,480 s | 4      | 46,610 s | 4      | 3:05,878 min | 5      |
| Männer                                              |              |              |        |          |        |          |        |          |        |              |        |
| Samuel Edney                                        | Einsitzer    | 47,862 s     | 9      | 47,755 s | 4      | 47,759 s | 10     | 47,645 s | 6      | 3:11,021 min | 6      |
| Mitchel Malyk                                       | Einsitzer    | 48,075 s     | 17     | 48,050 s | 18     | 47,952 s | 16     | 47,869 s | 12     | 3:11,946 min | 16     |
| Reid Watts                                          | Einsitzer    | 47,960 s     | 12     | 47,895 s | 10     | 47,787 s | 11     | 47,848 s | 11     | 3:11,490 min | 12     |
| Tristan Walker Justin Snith                         | Doppelsitzer | 46,134 s     | 4      | 46,235 s | 6      | –        | –      | –        | –      | 1:32,369 min | 5      |
| Mixed                                               |              |              |        |          |        |          |        |          |        |              |        |
| Alex Gough Samuel Edney Tristan Walker Justin Snith | Teamstaffel  | 2:24,872 min | 2      | –        | –      | –        | –      | –        | –      | 2:24,872 min | Silber |

### Shorttrack
| Athlet                                                                          | Wettbewerb     | Vorlauf           | Vorlauf | Viertelfinale | Viertelfinale | Halbfinale    | Halbfinale    | Finale        | Finale        | Rang          |
| Athlet                                                                          | Wettbewerb     | Zeit              | Rang    | Zeit          | Rang          | Zeit          | Rang          | Zeit          | Rang          | Rang          |
| ------------------------------------------------------------------------------- | -------------- | ----------------- | ------- | ------------- | ------------- | ------------- | ------------- | ------------- | ------------- | ------------- |
| Männer                                                                          |                |                   |         |               |               |               |               |               |               |               |
| Charle Cournoyer                                                                | 1000 m         | 1:24,051 min      | 3       | ausgeschieden | ausgeschieden | ausgeschieden | ausgeschieden | ausgeschieden | ausgeschieden | ausgeschieden |
| Pascal Dion                                                                     | 1500 m         | 2:16,856 min      | 5       | −             | −             | 2:12,640 min  | 3             | 2:26,412 min  | 3             | 10            |
| Samuel Girard                                                                   | 500 m          | 40,493 s          | 1       | 40,477 s      | 1             | 40,185 s      | 2             | 39,987 s      | 4             | 4             |
| Samuel Girard                                                                   | 1000 m         | 1:23,894 min      | 1       | 1:24,289 min  | 1             | 1:25,102 min  | 4             | 1:24,650 min  | 1             | Gold          |
| Samuel Girard                                                                   | 1500 m         | 2:12,923 min      | 2       | −             | −             | DNF           | 6             | 2:11,176 min  | 4             | 4             |
| Charles Hamelin                                                                 | 500 m          | DSQ               | DSQ     | ausgeschieden | ausgeschieden | ausgeschieden | ausgeschieden | ausgeschieden | ausgeschieden | ausgeschieden |
| Charles Hamelin                                                                 | 1000 m         | 1:23,407 min (OR) | 1       | 1:24,015 min  | 2             | DSQ           | DSQ           | ausgeschieden | ausgeschieden | ausgeschieden |
| Charles Hamelin                                                                 | 1500 m         | 2:12,130 min      | 1       | −             | −             | 2:11,124 min  | 1             | DSQ           | DSQ           | 13            |
| Samuel Girard Charles Hamelin Charle Cournoyer Pascal Dion                      | 5000-m-Staffel | −                 | −       | −             | −             | 6:41,042 min  | 2             | 6:32,282 min  | 3             | Bronze        |
| Frauen                                                                          |                |                   |         |               |               |               |               |               |               |               |
| Kim Boutin                                                                      | 500 m          | 43,634 s          | 1       | 42,789 s      | 2             | 43,234 s      | 3             | 43,881 s      | 3             | Bronze        |
| Kim Boutin                                                                      | 1000 m         | 1:32,402 min      | 1       | 1:30,013 min  | 1             | 1:29,065 min  | 1             | 1:29,956 min  | 2             | Silber        |
| Kim Boutin                                                                      | 1500 m         | 2:21,149 min      | 2       | −             | −             | 2:22,799 min  | 2             | 2:25,834 min  | 3             | Bronze        |
| Jamie MacDonald                                                                 | 500 m          | DSQ               | DSQ     | ausgeschieden | ausgeschieden | ausgeschieden | ausgeschieden | ausgeschieden | ausgeschieden | ausgeschieden |
| Valérie Maltais                                                                 | 1000 m         | 1:30,773 min      | 2       | 1:30,131 min  | 2             | DSQ           | DSQ           | ausgeschieden | ausgeschieden | ausgeschieden |
| Valérie Maltais                                                                 | 1500 m         | 2:29,877 min      | 3       | −             | −             | DSQ           | DSQ           | ausgeschieden | ausgeschieden | ausgeschieden |
| Marianne St-Gelais                                                              | 500 m          | 43,437 s          | 1       | DSQ           | DSQ           | ausgeschieden | ausgeschieden | ausgeschieden | ausgeschieden | ausgeschieden |
| Marianne St-Gelais                                                              | 1000 m         | 1:30,512 min      | 2       | 1:30,180 min  | 3             | ausgeschieden | ausgeschieden | ausgeschieden | ausgeschieden | ausgeschieden |
| Marianne St-Gelais                                                              | 1500 m         | 2:31,274 min      | 2       | −             | −             | DSQ           | DSQ           | ausgeschieden | ausgeschieden | ausgeschieden |
| Marianne St-Gelais Kim Boutin Jamie MacDonald Kasandra Bradette Valérie Maltais | 3000-m-Staffel | −                 | −       | −             | −             | 4:07,627 min  | 2             | DSQ           | DSQ           | 8             |

François Hamelin war als Ersatzmann nominiert, kam aber nicht zum Einsatz.

### Skeleton
| Athlet            | Lauf 1  | Lauf 1 | Lauf 2  | Lauf 2 | Lauf 3  | Lauf 3 | Lauf 4        | Lauf 4        | Gesamt      | Gesamt |
| Athlet            | Zeit    | Rang   | Zeit    | Rang   | Zeit    | Rang   | Zeit          | Rang          | Zeit        | Rang   |
| ----------------- | ------- | ------ | ------- | ------ | ------- | ------ | ------------- | ------------- | ----------- | ------ |
| Frauen            |         |        |         |        |         |        |               |               |             |        |
| Jane Channell     | 52,42 s | 11     | 52,28 s | 8      | 52,28 s | 10     | 52,09 s       | 8             | 3:29,07 min | 10     |
| Mirela Rahneva    | 52,48 s | 14     | 52,33 s | 11     | 52,06 s | 8      | 52,65 s       | 15            | 3:29,52 min | 12     |
| Elisabeth Vathje  | 52,45 s | 12     | 52,01 s | 1      | 52,37 s | 14     | 51,82 s       | 2             | 3:28,65 min | 9      |
| Männer            |         |        |         |        |         |        |               |               |             |        |
| Kevin Boyer       | 51,46 s | 18     | 51,24 s | 16     | 51,14 s | 14     | 51,56 s       | 17            | 3:25,40 min | 17     |
| Dave Greszczyszyn | 51,73 s | 23     | 51,31 s | 18     | 51,57 s | 21     | ausgeschieden | ausgeschieden | 2:34,61 min | 21     |
| Barrett Martineau | 51,94 s | 26     | 51,76 s | 24     | 51,70 s | 23     | ausgeschieden | ausgeschieden | 2:35,44 min | 25     |

### Ski Alpin
| Athleten               | Wettbewerbe  | 1. Lauf     | 2. Lauf       | Gesamt        | Gesamt        |
| Athleten               | Wettbewerbe  | Zeit        | Zeit          | Zeit          | Rang          |
| ---------------------- | ------------ | ----------- | ------------- | ------------- | ------------- |
| Frauen                 |              |             |               |               |               |
| Candace Crawford       | Abfahrt      | −           | −             | DNF           | DNF           |
| Candace Crawford       | Super-G      | −           | −             | 1:23,69 min   | 29            |
| Candace Crawford       | Riesenslalom | 1:14,70 min | 1:10,46 min   | 2:25,16 min   | 25            |
| Candace Crawford       | Kombination  | DNF         | ausgeschieden | ausgeschieden | ausgeschieden |
| Valérie Grenier        | Abfahrt      | −           | −             | 1:42,13 min   | 21            |
| Valérie Grenier        | Super-G      | −           | −             | 1:22,77 min   | 23            |
| Valérie Grenier        | Riesenslalom | 1:15,74 min | DNF           | ausgeschieden | ausgeschieden |
| Valérie Grenier        | Kombination  | 1:41,79 min | 41,65 s       | 2:23,44 min   | 6             |
| Erin Mielzynski        | Slalom       | 51,83 s     | 49,66 s       | 1:41,49 min   | 11            |
| Roni Remme             | Abfahrt      | −           | −             | 1:42,80 min   | 23            |
| Roni Remme             | Super-G      | −           | −             | 1:25,90 min   | 37            |
| Roni Remme             | Slalom       | 52,43 s     | 51,18 s       | 1:43,61 min   | 27            |
| Roni Remme             | Kombination  | DNF         | ausgeschieden | ausgeschieden | ausgeschieden |
| Laurence St-Germain    | Slalom       | 50,94 s     | 50,86 s       | 1:41,80 min   | 15            |
| Männer                 |              |             |               |               |               |
| Phil Brown             | Riesenslalom | 1:11,30 min | 1:11,25 min   | 2:22,55 min   | 27            |
| Phil Brown             | Slalom       | 50,22 s     | 51,72 s       | 1:41,94 min   | 22            |
| Dustin Cook            | Abfahrt      | −           | −             | 1:43,80 min   | 32            |
| Dustin Cook            | Super-G      | −           | −             | 1:25,23 min   | 9             |
| James Crawford         | Super-G      | −           | −             | DNF           | DNF           |
| James Crawford         | Riesenslalom | 1:11,74 min | 1:12,38 min   | 2:24,12 min   | 29            |
| James Crawford         | Kombination  | 1:21,97 min | 48,80 s       | 2:10,77 min   | 20            |
| Manuel Osborne-Paradis | Abfahrt      | −           | −             | 1:41,89 min   | 14            |
| Manuel Osborne-Paradis | Super-G      | −           | −             | 1:26,39 min   | 22            |
| Manuel Osborne-Paradis | Kombination  | DNF         | ausgeschieden | ausgeschieden | ausgeschieden |
| Trevor Philp           | Riesenslalom | 1:11,13 min | 1:10,38 min   | 2:21,51 min   | 18            |
| Trevor Philp           | Slalom       | 49,95 s     | DNF           | ausgeschieden | ausgeschieden |
| Erik Read              | Riesenslalom | 1:10,18 min | 1:10,56 min   | 2:20,74 min   | 11            |
| Erik Read              | Slalom       | 49,81 s     | 58,74 s       | 1:48,55 min   | 29            |
| Broderick Thompson     | Abfahrt      | −           | −             | 1:44,37 min   | 35            |
| Broderick Thompson     | Super-G      | −           | −             | 1:26,45 min   | 23            |
| Broderick Thompson     | Kombination  | 1:21,75 min | 49,63 s       | 2:11,38 min   | 23            |
| Benjamin Thomsen       | Abfahrt      | −           | −             | 1:43,19 min   | 28            |
| Benjamin Thomsen       | Kombination  | 1:21,36 min | DNS           | ausgeschieden | ausgeschieden |

| Mixed                                                       |                         |            |     |               |               |               |               |               |               |               |
| Erin Mielzynski Laurence St-Germain Phil Brown Trevor Philp | Riesenslalom Mannschaft | Frankreich | 2:2 | ausgeschieden | ausgeschieden | ausgeschieden | ausgeschieden | ausgeschieden | ausgeschieden | ausgeschieden |

### Skilanglauf
| Frauen                                                          |                   |             |            |
| Dahria Beatty                                                   | 10 km Freistil    | 27:48,9 min | 37         |
| Dahria Beatty                                                   | 15 km Skiathlon   | 46:17,3 min | 52         |
| Cendrine Browne                                                 | 10 km Freistil    | 28:12,4 min | 43         |
| Cendrine Browne                                                 | 15 km Skiathlon   | 44:01,9 min | 33         |
| Cendrine Browne                                                 | 30 km klassisch   | 1:41:23,9 h | 43         |
| Anne-Marie Comeau                                               | 10 km Freistil    | 29:11,3 min | 62         |
| Anne-Marie Comeau                                               | 15 km Skiathlon   | 45:42,8 min | 48         |
| Anne-Marie Comeau                                               | 30 km klassisch   | DNF         | DNF        |
| Emily Nishikawa                                                 | 10 km Freistil    | 27:41,5 min | 32         |
| Emily Nishikawa                                                 | 15 km Skiathlon   | 45:16,6 min | 44         |
| Emily Nishikawa                                                 | 30 km klassisch   | 1:34:31,7 h | 30         |
| Dahria Beatty Cendrine Browne Anne-Marie Comeau Emily Nishikawa | 4 × 5 km Staffel  | 56:14,6 min | 13         |
| Männer                                                          |                   |             |            |
| Alex Harvey                                                     | 15 km Freistil    | 34:19,4 min | 7          |
| Alex Harvey                                                     | 30 km Skiathlon   | 1:16:53,4 h | 8          |
| Alex Harvey                                                     | 50 km klassisch   | 2:11:05,7 h | 4          |
| Knute Johnsgaard                                                | 15 km Freistil    | 37:48,5 min | 69         |
| Knute Johnsgaard                                                | 30 km Skiathlon   | überrundet  | überrundet |
| Russell Kennedy                                                 | 50 km klassisch   | 2:25:16,6 h | 49         |
| Devon Kershaw                                                   | 15 km Freistil    | 38:01,5 min | 71         |
| Devon Kershaw                                                   | 30 km Skiathlon   | 1:19:55,3 h | 36         |
| Devon Kershaw                                                   | 50 km klassisch   | 2:17:49,4 h | 26         |
| Graeme Killick                                                  | 15 km Freistil    | 36:23,3 min | 38         |
| Graeme Killick                                                  | 30 km Skiathlon   | 1:21:39,6 h | 45         |
| Graeme Killick                                                  | 50 km klassisch   | 2:18:28,8 h | 27         |
| Knute Johnsgaard Russell Kennedy Graeme Killick Len Väljas      | 4 × 10 km Staffel | 1:36:45,9 h | 9          |

| Athleten                      | Wettbewerbe | Qualifikation | Qualifikation | Viertelfinale | Viertelfinale | Halbfinale    | Halbfinale    | Finale        | Finale        | Rang |
| Athleten                      | Wettbewerbe | Zeit          | Rang          | Zeit          | Rang          | Zeit          | Rang          | Zeit          | Rang          | Rang |
| ----------------------------- | ----------- | ------------- | ------------- | ------------- | ------------- | ------------- | ------------- | ------------- | ------------- | ---- |
| Frauen                        |             |               |               |               |               |               |               |               |               |      |
| Dahria Beatty                 | Sprint      | 3:29,77 min   | 42            | ausgeschieden | ausgeschieden | ausgeschieden | ausgeschieden | ausgeschieden | ausgeschieden | 42   |
| Cendrine Browne               | Sprint      | 3:34,30 min   | 51            | ausgeschieden | ausgeschieden | ausgeschieden | ausgeschieden | ausgeschieden | ausgeschieden | 51   |
| Emily Nishikawa               | Sprint      | 3:26,75 min   | 34            | ausgeschieden | ausgeschieden | ausgeschieden | ausgeschieden | ausgeschieden | ausgeschieden | 34   |
| Dahria Beatty Emily Nishikawa | Teamsprint  | −             | −             | −             | −             | 17:01,54 min  | 7             | ausgeschieden | ausgeschieden | 12   |
| Männer                        |             |               |               |               |               |               |               |               |               |      |
| Jesse Cockney                 | Sprint      | 3:18,54 min   | 35            | ausgeschieden | ausgeschieden | ausgeschieden | ausgeschieden | ausgeschieden | ausgeschieden | 35   |
| Alex Harvey                   | Sprint      | 3:17,95 min   | 32            | ausgeschieden | ausgeschieden | ausgeschieden | ausgeschieden | ausgeschieden | ausgeschieden | 32   |
| Russell Kennedy               | Sprint      | 3:23,37 min   | 55            | ausgeschieden | ausgeschieden | ausgeschieden | ausgeschieden | ausgeschieden | ausgeschieden | 54   |
| Len Väljas                    | Sprint      | 3:17,11 min   | 26            | 3:10,87 min   | 3             | 3:13,91 min   | 3             | ausgeschieden | ausgeschieden | 7    |
| Alex Harvey Len Väljas        | Teamsprint  | −             | −             | −             | −             | 16:07,24 min  | 5             | 16:31,86 min  | 8             | 8    |

### Skispringen
| Athleten              | Wettbewerbe   | Qualifikation | Qualifikation | Qualifikation | 1. Durchgang | 1. Durchgang | 1. Durchgang | 2. Durchgang  | 2. Durchgang  | 2. Durchgang  | Gesamt | Gesamt |
| Athleten              | Wettbewerbe   | Weite         | Punkte        | Rang          | Weite        | Punkte       | Rang         | Weite         | Punkte        | Rang          | Punkte | Rang   |
| --------------------- | ------------- | ------------- | ------------- | ------------- | ------------ | ------------ | ------------ | ------------- | ------------- | ------------- | ------ | ------ |
| Frauen                |               |               |               |               |              |              |              |               |               |               |        |        |
| Taylor Henrich        | Normalschanze | −             | −             | −             | 78,0 m       | 56,5         | 32           | ausgeschieden | ausgeschieden | ausgeschieden | 56,5   | 32     |
| Männer                |               |               |               |               |              |              |              |               |               |               |        |        |
| MacKenzie Boyd-Clowes | Normalschanze | 98,0 m        | 114,6         | 23            | 103,5 m      | 111,1        | 18           | 98,5 m        | 97,0          | 27            | 208,1  | 26     |
| MacKenzie Boyd-Clowes | Großschanze   | 124,5 m       | 102,4         | 25            | 127,5 m      | 117,4        | 23           | 126,0 m       | 117,9         | 20            | 235,3  | 21     |

### Snowboard
| Athleten          | Wettbewerbe | Qualifikation | Qualifikation | Finale        | Finale        | Rang   |
| Athleten          | Wettbewerbe | Punkte        | Rang          | Punkte        | Rang          | Rang   |
| ----------------- | ----------- | ------------- | ------------- | ------------- | ------------- | ------ |
| Frauen            |             |               |               |               |               |        |
| Laurie Blouin     | Big Air     | 92,25         | 4             | 39,25         | 12            | 12     |
| Laurie Blouin     | Slopestyle  | abgesagt      | abgesagt      | 76,33         | 2             | Silber |
| Spencer O’Brien   | Big Air     | 76,75         | 11            | 62,00         | 9             | 9      |
| Spencer O’Brien   | Slopestyle  | abgesagt      | abgesagt      | 36,45         | 22            | 22     |
| Brooke Voigt      | Big Air     | 67,75         | 17            | ausgeschieden | ausgeschieden | 17     |
| Brooke Voigt      | Slopestyle  | abgesagt      | abgesagt      | 36,61         | 21            | 21     |
| Elizabeth Hosking | Halfpipe    | 36,75         | 19            | ausgeschieden | ausgeschieden | 19     |
| Calynn Irwin      | Halfpipe    | 23,25         | 23            | ausgeschieden | ausgeschieden | 23     |
| Mercedes Nicoll   | Halfpipe    | 50,00         | 18            | ausgeschieden | ausgeschieden | 18     |
| Männer            |             |               |               |               |               |        |
| Mark McMorris     | Big Air     | 95,75         | 3             | 72,50         | 10            | 10     |
| Mark McMorris     | Slopestyle  | 86,83         | 2             | 85,20         | 3             | Bronze |
| Tyler Nicholson   | Big Air     | 89,25         | 7             | ausgeschieden | ausgeschieden | 13     |
| Tyler Nicholson   | Slopestyle  | 79,21         | 5             | 76,41         | 7             | 7      |
| Maxence Parrot    | Big Air     | 92,50         | 1             | 117,75        | 9             | 9      |
| Maxence Parrot    | Slopestyle  | 87,36         | 1             | 86,00         | 2             | Silber |
| Sébastien Toutant | Big Air     | 91,00         | 5             | 174,25        | 1             | Gold   |
| Sébastien Toutant | Slopestyle  | 78,01         | 3             | 61,08         | 11            | 11     |
| Derek Livingston  | Halfpipe    | 71,25         | 17            | ausgeschieden | ausgeschieden | 17     |

| Athleten             | Wettbewerbe           | Qualifikation | Qualifikation | Achtelfinale  | Achtelfinale  | Viertelfinale | Viertelfinale | Halbfinale    | Halbfinale    | Finale/Platz 3 | Finale/Platz 3 | Rang |
| Athleten             | Wettbewerbe           | Gegner        | Zeit          | Gegner        | Zeit          | Gegner        | Zeit          | Gegner        | Zeit          | Gegner         | Zeit           | Rang |
| -------------------- | --------------------- | ------------- | ------------- | ------------- | ------------- | ------------- | ------------- | ------------- | ------------- | -------------- | -------------- | ---- |
| Männer               |                       |               |               |               |               |               |               |               |               |                |                |      |
| Jasey-Jay Anderson   | Parallel-Riesenslalom | 1:26,76 min   | 24            | ausgeschieden | ausgeschieden | ausgeschieden | ausgeschieden | ausgeschieden | ausgeschieden | ausgeschieden  | ausgeschieden  | 24   |
| Darren Gardner       | Parallel-Riesenslalom | 1:26,94 min   | 28            | ausgeschieden | ausgeschieden | ausgeschieden | ausgeschieden | ausgeschieden | ausgeschieden | ausgeschieden  | ausgeschieden  | 28   |
| Athleten             | Wettbewerbe           | Qualifikation | Qualifikation | Achtelfinale  | Achtelfinale  | Viertelfinale | Viertelfinale | Halbfinale    | Halbfinale    | Finale         | Finale         | Rang |
| Athleten             | Wettbewerbe           | Zeit          | Rang          | Rang          | Rang          | Rang          | Rang          | Rang          | Rang          | Rang           | Rang           | Rang |
| Frauen               |                       |               |               |               |               |               |               |               |               |                |                |      |
| Zoe Bergermann       | Snowboardcross        | 1:18,65 min   | 13            | −             | −             | DNF           | DNF           | ausgeschieden | ausgeschieden | ausgeschieden  | ausgeschieden  | 23   |
| Carle Brenneman      | Snowboardcross        | 1:20,89 min   | 18            | −             | −             | 4             | 4             | ausgeschieden | ausgeschieden | ausgeschieden  | ausgeschieden  | 14   |
| Tess Critchlow       | Snowboardcross        | 1:21,39 min   | 20            | −             | −             | 2             | 2             | 4             | 4             | 3              | 3              | 9    |
| Meryeta Odine        | Snowboardcross        | DNS           | DNS           | DNS           | DNS           | DNS           | DNS           | DNS           | DNS           | DNS            | DNS            | DNS  |
| Männer               |                       |               |               |               |               |               |               |               |               |                |                |      |
| Baptiste Brochu      | Snowboardcross        | DNS           | DNS           | DNS           | DNS           | DNS           | DNS           | DNS           | DNS           | DNS            | DNS            | DNS  |
| Éliot Grondin        | Snowboardcross        | 1:15,93 min   | 34            | DNF           | DNF           | ausgeschieden | ausgeschieden | ausgeschieden | ausgeschieden | ausgeschieden  | ausgeschieden  | 36   |
| Kevin Hill           | Snowboardcross        | 1:14,24 min   | 8             | 2             | 2             | 4             | 4             | ausgeschieden | ausgeschieden | ausgeschieden  | ausgeschieden  | 14   |
| Christopher Robanske | Snowboardcross        | 1:14,35 min   | 11            | 2             | 2             | 3             | 3             | DNF           | DNF           | ausgeschieden  | ausgeschieden  | 11   |